# Rally van Nieuw-Zeeland
De Rally van Nieuw-Zeeland, formeel Rally New Zealand, was een ronde van het wereldkampioenschap rally en het oudste WK-evenement van het Zuidelijk halfrond. 

## Geschiedenis
De rally werd in 1969 voor het eerst verreden rondom Taupo en verhuisde vervolgens naar Canterbury, maar keerde in 1971 definitief terug op het Noordereiland. In het 1977 seizoen kreeg de rally, nu vanuit Auckland als hoofdkwartier, voor het eerst een plek op de kalender van het wereldkampioenschap rally; de rally die toen nog verreden werd als de 'South Pacific Rally'. Deze werd vervolgens omgedoopt tot de 'Rally of New Zealand', en met uitzondering van de jaren 1978, 1981, 1996, 2009 en 2011, is het lange tijd een vaste ronde gebleven van het WK.
In 2001 werd de rally door de rijders verkozen tot 'Rally of the Year'. Tijdens de 2007 editie, na 350 kilometer aan competitieve afstand, won Ford-rijder Marcus Grönholm met slechts 0,3 seconde voorsprong op Sébastien Loeb de rally. Dit was tot de Rally van Jordanië in 2011 het kleinste verschil tussen de eerste en tweede posities in de eindstand van een WK-rally.
Door een rotatiesysteem dat door de overkoepelende automobielorganisatie FIA werd gehanteerd, ontbrak de rally op de kalender van het 2009 seizoen, maar keerde in 2010 weer terug in een nieuwe opzet. De rally ontbrak daarna opnieuw in 2011, om voorlopig voor het laatst terug te keren in 2012. Hierna kreeg de Rally van Australië, waarmee Nieuw-Zeeland tot dan toe rouleerde in het kampioenschap, een vaste plaats op de kalender en is de Nieuw-Zeelandse ronde van het WK sindsdien niet meer verreden. In 2017 stelde de rally zich weer kandidaat voor een plek op de kalender in het 2018 seizoen, maar deze werd door de FIA vergeven aan Turkije.

## Wedstrijdkarakteristieken
De rally wordt in zijn geheel op onverhard verreden, en staat bekend om zijn snelle, vloeiende en hellende bochten in de bossen en nabij de indrukwekkende Nieuw-Zeelandse kustlijn. Een karakteristiek is dat de ondergrond van nature vrij hard is, maar wordt bedekt door een laag van kiezelstenen, wat vooral bij regenweer erg verraderlijk is. De rally is voor veel rijders altijd een favoriet geweest op de kalender.

## Lijst van winnaars

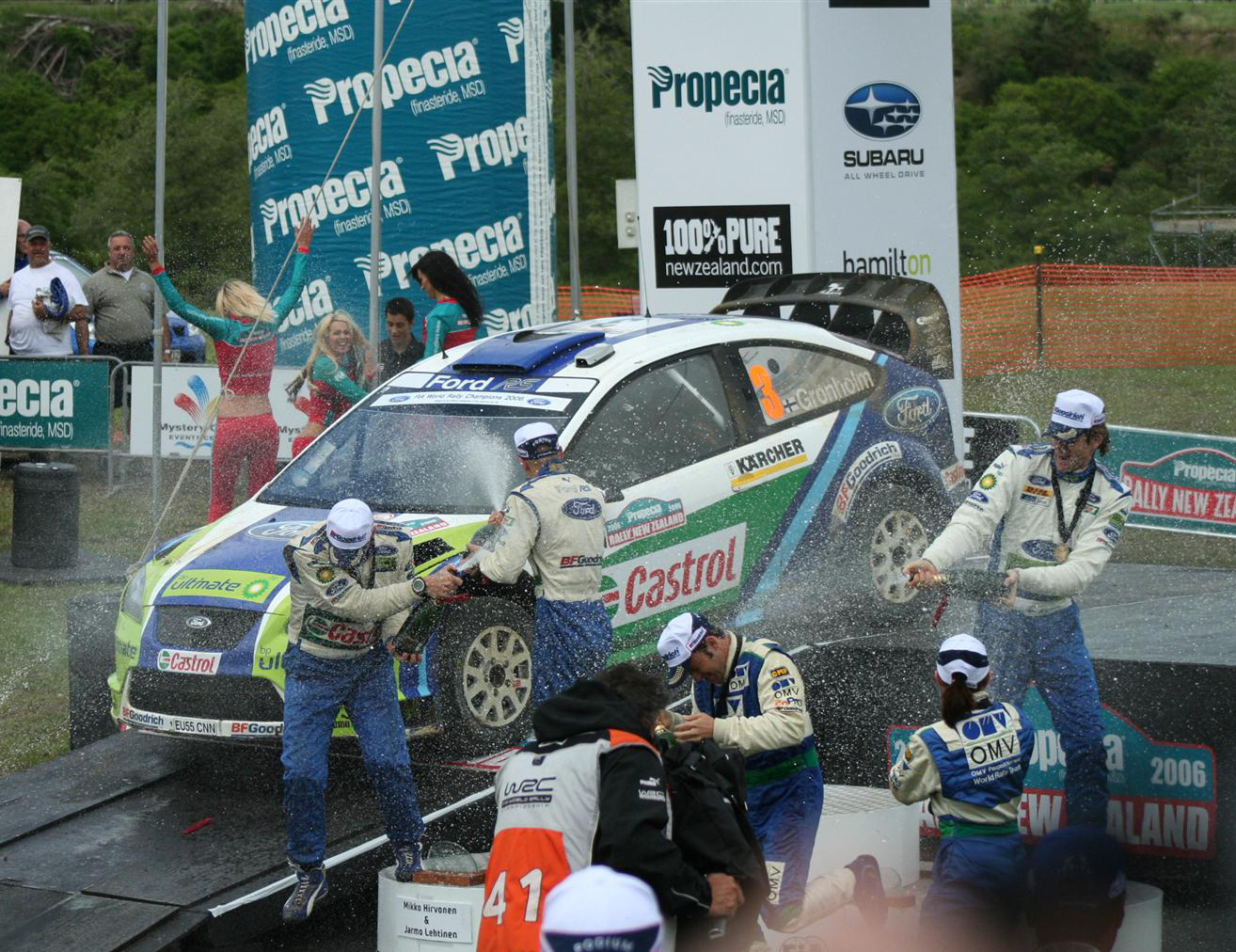
Grönholm is recordhouder met vijf overwinningen, hier in 2006

| Editie | Seizoen     | Rijder                                          | Navigator                                       | Auto                                            |                                                 |
| ------ | ----------- | ----------------------------------------------- | ----------------------------------------------- | ----------------------------------------------- | ----------------------------------------------- |
| -      | 2020        | Rally geannuleerd vanwege COVID-19-pandemie.    | Rally geannuleerd vanwege COVID-19-pandemie.    | Rally geannuleerd vanwege COVID-19-pandemie.    |                                                 |
|        | 2019 – 2018 | Rally niet gehouden.                            | Rally niet gehouden.                            | Rally niet gehouden.                            | Rally niet gehouden.                            |
| 43     | 2017        | Hayden Paddon                                   | John Kennard                                    | Hyundai i20 AP4                                 |                                                 |
|        | 2016 – 2013 | Rally niet gehouden.                            | Rally niet gehouden.                            | Rally niet gehouden.                            | Rally niet gehouden.                            |
| 42     | 2012        | Sébastien Loeb                                  | Daniel Elena                                    | Citroën DS3 WRC                                 |                                                 |
| 41     | 2011        | Hayden Paddon                                   | John Kennard                                    | Subaru Impreza STi                              |                                                 |
| 40     | 2010        | Jari-Matti Latvala                              | Miikka Anttila                                  | Ford Focus RS WRC 09                            |                                                 |
|        | 2009        | Rally niet gehouden.                            | Rally niet gehouden.                            | Rally niet gehouden.                            | Rally niet gehouden.                            |
| 39     | 2008        | Sébastien Loeb                                  | Daniel Elena                                    | Citroën C4 WRC                                  |                                                 |
| 38     | 2007        | Marcus Grönholm                                 | Timo Rautiainen                                 | Ford Focus RS WRC 07                            |                                                 |
| 37     | 2006        | Marcus Grönholm                                 | Timo Rautiainen                                 | Ford Focus RS WRC 06                            |                                                 |
| 36     | 2005        | Sébastien Loeb                                  | Daniel Elena                                    | Citroën Xsara WRC                               |                                                 |
| 35     | 2004        | Petter Solberg                                  | Phil Mills                                      | Subaru Impreza WRC2004                          |                                                 |
| 34     | 2003        | Marcus Grönholm                                 | Timo Rautiainen                                 | Peugeot 206 WRC                                 |                                                 |
| 33     | 2002        | Marcus Grönholm                                 | Timo Rautiainen                                 | Peugeot 206 WRC                                 |                                                 |
| 32     | 2001        | Richard Burns                                   | Robert Reid                                     | Subaru Impreza WRC2001                          |                                                 |
| 31     | 2000        | Marcus Grönholm                                 | Timo Rautiainen                                 | Peugeot 206 WRC                                 |                                                 |
| 30     | 1999        | Tommi Mäkinen                                   | Risto Mannisenmäki                              | Mitsubishi Lancer Evo VI                        |                                                 |
| 29     | 1998        | Carlos Sainz                                    | Luís Moya                                       | Toyota Corolla WRC                              |                                                 |
| 28     | 1997        | Kenneth Eriksson                                | Staffan Parmander                               | Subaru Impreza WRC97                            |                                                 |
| 27     | 1996        | Richard Burns                                   | Robert Reid                                     | Mitsubishi Lancer Evo III                       |                                                 |
| 26     | 1995        | Colin McRae                                     | Derek Ringer                                    | Subaru Impreza 555                              |                                                 |
| 25     | 1994        | Colin McRae                                     | Derek Ringer                                    | Subaru Impreza 555                              |                                                 |
| 24     | 1993        | Colin McRae                                     | Derek Ringer                                    | Subaru Legacy RS                                |                                                 |
| 23     | 1992        | Carlos Sainz                                    | Luís Moya                                       | Toyota Celica Turbo 4WD                         |                                                 |
| 22     | 1991        | Carlos Sainz                                    | Luís Moya                                       | Toyota Celica GT-Four                           |                                                 |
| 21     | 1990        | Carlos Sainz                                    | Luís Moya                                       | Toyota Celica GT-Four                           |                                                 |
| 20     | 1989        | Ingvar Carlsson                                 | Per Carlsson                                    | Mazda 323 4WD                                   |                                                 |
| 19     | 1988        | Sepp Haider                                     | Ferdi Hinterleitner                             | Opel Kadett GSI                                 |                                                 |
| 18     | 1987        | Franz Wittmann                                  | Jörg Pattermann                                 | Lancia Delta HF 4WD                             |                                                 |
| 17     | 1986        | Juha Kankkunen                                  | Juha Piironen                                   | Peugeot 205 Turbo 16 E2                         |                                                 |
| 16     | 1985        | Timo Salonen                                    | Seppo Harjanne                                  | Peugeot 205 Turbo 16                            |                                                 |
| 15     | 1984        | Stig Blomqvist                                  | Björn Cederberg                                 | Audi quattro A2                                 |                                                 |
| 14     | 1983        | Walter Röhrl                                    | Christian Geistdörfer                           | Lancia Rally 037                                |                                                 |
| 13     | 1982        | Björn Waldegård                                 | Hans Thorszelius                                | Toyota Celica 2000GT                            |                                                 |
| 12     | 1981        | Jim Donald                                      | Kevin Lancaster                                 | Ford Escort RS1800                              |                                                 |
| 11     | 1980        | Timo Salonen                                    | Seppo Harjanne                                  | Datsun 160J                                     |                                                 |
| 10     | 1979        | Hannu Mikkola                                   | Arne Hertz                                      | Ford Escort RS1800                              |                                                 |
| 9      | 1978        | Russell Brookes                                 | Chris Porter                                    | Ford Escort RS1800                              |                                                 |
| 8      | 1977        | Fulvio Bacchelli                                | Francesco Rossetti                              | Fiat 131 Abarth                                 |                                                 |
| 7      | 1976        | Andrew Cowan                                    | Jim Scott                                       | Hillman Avenger                                 |                                                 |
| 6      | 1975        | Mike Marshall                                   | Arthur McWatt                                   | Ford Escort RS1800                              |                                                 |
|        | 1974        | Rally geannuleerd in verband met de oliecrisis. | Rally geannuleerd in verband met de oliecrisis. | Rally geannuleerd in verband met de oliecrisis. | Rally geannuleerd in verband met de oliecrisis. |
| 5      | 1973        | Hannu Mikkola                                   | Jim Porter                                      | Ford Escort RS1600                              |                                                 |
| 4      | 1972        | Andrew Cowan                                    | Jim Scott                                       | BLMC Mini 1275 GT                               |                                                 |
| 3      | 1971        | Bruce Hodgson                                   | Mike Mitchell                                   | Ford Lotus Cortina                              |                                                 |
| 2      | 1970        | Paul Adams                                      | Don Fenwick                                     | BMW 2002                                        |                                                 |
| 1      | 1969        | Grady Thompson                                  | Rick Rimmer                                     | Holden Monaro V8                                |                                                 |